# أغستاش صغير الأزهار
أغستاش صغير الأزهار (الاسم العلمي: Agastache micrantha) نوع نباتي يتبع جنس الأغستاش وينتمي إلى الفصيلة الأغستاش.